# Iglesia de San Martín (Madrid)
La iglesia de san Martín de Tours es un templo católico de la ciudad de Madrid, España. Se encuentra situada en la calle del Desengaño, dando vista a la Plaza de Santa María de Soledad Torres Acosta (más conocida como plaza de Luna, de la Luna o de los Luna), por lo que es una de las iglesias más céntricas de la capital, ya que se encuentra a escasos metros de la Gran Vía y de la plaza de Callao. Por su valor arquitectónico, fue declarada Monumento Bien de Interés Cultural en 1995.

## Historia
La parroquia de San Martín fue una de las más antiguas de Madrid. Se encontraba situada originariamente en la plaza de las Descalzas, frente al Real Monasterio del mismo nombre, siendo templo del monasterio homónimo fundado siglo XII como monasterio benedictino.
El conjunto aquitectónico del convento y la iglesia llegó hasta el siglo XIX sin grandes vicisitudes. Durante el reinado de José I Bonaparte, y cumpliendo el mandato del rey de que se abrieran espacios diáfanos en el centro de la ciudad, fue derribada la iglesia. El nombre y la tradición de la parroquia se trasladaron al actual edificio en 1836, durante la desamortización de Mendizábal, ocupando lo que hasta entonces había sido el Convento de Portacoeli de la Congregación de los Clérigos Regulares Menores, fundado en 1648. Previamente (1809) se habían fusionado en éste los dos conventos que esta orden tenía en Madrid, es decir, el del Espíritu Santo de la Carrera de san Jerónimo (ocupa su lugar el Palacio del Congreso) y el propio de Portacoeli.

## Edificio

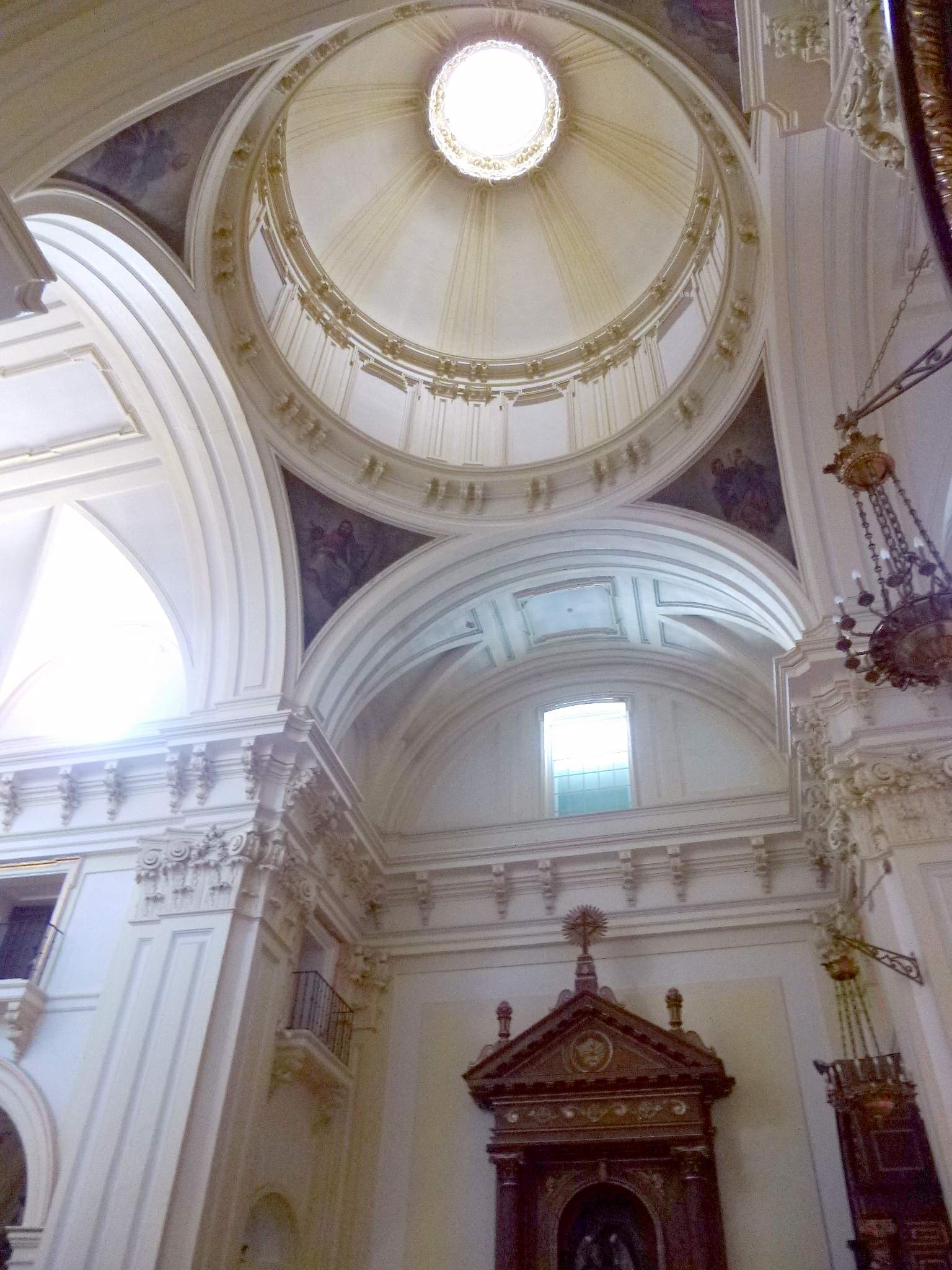
Aspecto del interior del templo

La iglesia sigue los cánones de la arquitectura madrileña del siglo XVII. Se trata de un edificio de planta de cruz latina, transepto de brazos cortos, capillas laterales y profundo presbiterio. La intersección del crucero se cubre por cúpula ciega con chapitel al exterior, sustentada por pechinas; la nave presenta bóveda de cañón con lunetos. No se conoce con exactitud el autor de las trazas del edificio, aunque se han señalado los nombres de José de Valdemoro, José de Churriguera (a quien se atribuye la portada) e incluso Pedro de Ribera. En cualquier caso, es un ejemplo prototípico de iglesia barroca del foco cortesano, apreciándose la influencia de Pedro de la Torre y Francisco Bautista, dos de los arquitectos más señalados de esta escuela, en el diseño general.
El interior es sencillo y diáfano, aunque con detalles de gran elegancia, como el juego de ménsulas que sostiene la cornisa, las pilastras o las tribunas con forma de balcón que asoman a la nave. Del mobiliario original es poco lo que subsiste. El altar mayor se decora con un retablo neorrenacentista, presidido por un relieve representando a san Martín de Tours y el mendigo, obra de Mariano Bellver. Varias imágenes y retablos, la mayoría de factura moderna, se reparten por las capillas.

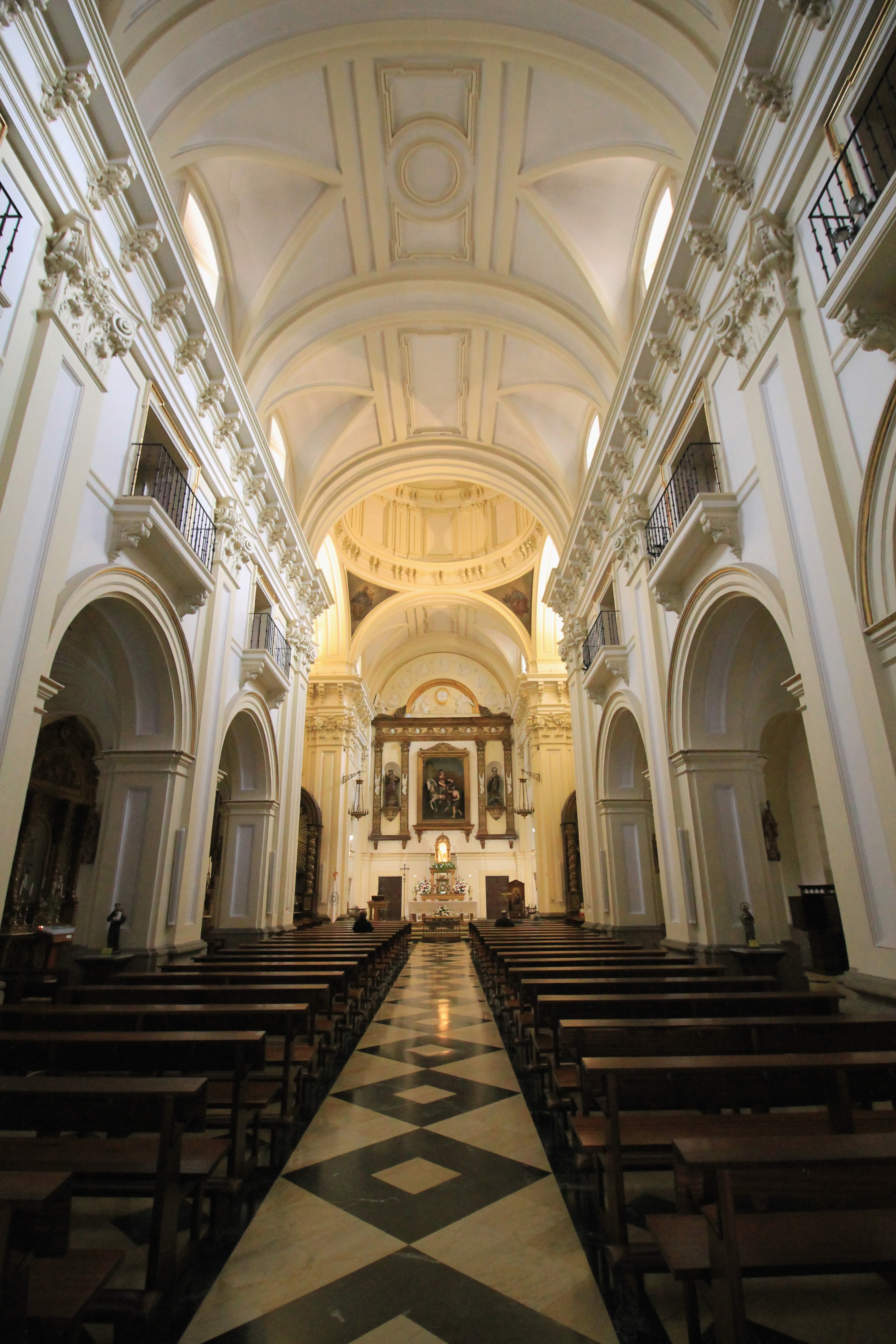
Interior de la iglesia

La fachada principal recae a la calle Desengaño. Presenta un fuerte carácter monumental, aun dentro de los cánones escurialenses que imperaban en el siglo XVII en la arquitectura madrileña. Se estructura esta fachada en dos cuerpos, rematando la sección central un frontón triangular y las laterales sendas torres prismáticas. Llama la atención el empleo masivo del ladrillo en los paramentos y su desnudez decorativa, en claro contraste con la portada, en la que se emplea el granito y un abigarrado diseño. La antedicha portada se compone a modo de retablo, con dos columnas exentas sobre altos plintos flanqueando el ingreso y un cuerpo superior, muy decorado, con una hornacina que aloja un grupo escultórico representando al venerable Agostino Adorno, fundador de los Clérigos Menores, ante la Virgen de Portacoeli, antigua advocación del convento.
Es ésta una de las más destacadas fachadas barrocas que se conservan en Madrid, después de la destrucción de muchas de las que existían en diversos avatares, como la Desamortización o la Guerra Civil, y a pesar de ver alterada en cierta medida su imagen por la adición de una moderna fachada en el edificio contiguo.

## Personajes relacionados
En esta iglesia está enterrada la niña Alexia González-Barros (1971-1985), proclamada venerable por la Iglesia católica. Se dio a conocer de una manera más amplia por la película española Camino (2008), la cual está inspirada en su vida.
También en esta iglesia fue bautizado el escritor Ramón Gómez de la Serna en 1888.